# Saint-Gouéno
Saint-Gouéno foi uma antiga comuna francesa na região administrativa da Bretanha, no departamento Côtes-d'Armor. Estendia-se por uma área de 20,03 km². Em 2010 a comuna tinha 660 habitantes (densidade: 33 hab./km²).
Em 1 de janeiro de 2016, passou a formar parte da nova comuna de Le Mené.